# Königlich (Lied)
Königlich ist ein Schlager der deutschen Sängerin Marie Wegener aus dem Jahr 2018. Die Ballade wurde von Dieter Bohlen geschrieben und produziert. Co-Texter ist Oliver Galle. Das Lied ist auf Wegeners gleichnamigem Debütalbum enthalten.
Mit dem Stück gewann Wegener am 5. Mai 2018 die 15. Staffel der Castingshow Deutschland sucht den Superstar.

## Text
Inhaltlich ist das Stück eine Liebeserklärung an ihren Partner, der mit seiner Stärke eine Stütze in den Krisen des Lebens ist. Wegener hat das Lied nach eigener Angabe ihrer Mutter gewidmet.

## Erfolg
Königlich erreichte in Deutschland Platz drei der Singlecharts und konnte sich eine Woche in den Top 10 und drei Wochen in den Charts halten. In Österreich erreichte die Single in einer Chartwoche Position zehn und in der Schweiz in ebenfalls einer Chartwoche Position elf. Darüber hinaus erreichte Königlich am Tag nach dem DSDS-Finale Platz eins in den deutschen, österreichischen und Schweizer iTunes-Charts. Am 13. Januar 2019 erhielt Wegener für das Stück einen smago! Award in der Kategorie „Schlager Single-Hit des Jahres 2018“.

## Kritik
Die Berliner Woche schrieb: „Die Ballade Königlich spielt nicht unbedingt in der Königsklasse, da sich das Lied wieder mal kaum von den unzähligen Bohlen-Gewinner-Songs unterscheidet.“